# Rafael Albrecht
Rafael Albrecht (Tucumán, 23 de agosto de 1941 – Buenos Aires, 3 de maio de 2021) foi um futebolista argentino[carece de fontes?] que competiu nas Copa do Mundo FIFA de 1962 e 1966.

## Carreira
Albrecht nasceu em Tucumán. Ele começou sua carreira no Club Atlético Tucumán em 1957. Em 1960, ele foi contratado pelo Estudiantes, onde ele se destacou e, assim, foi chamado para jogar pela seleção argentina em 1961.
Em 1962, ele se transferiu para o San Lorenzo por dez milhões de pesos, uma quantia enorme para aquela época. Em San Lorenzo, ele fez parte de duas equipes famosas, as "Carsucias" em 1964 e "Los Matadores" em 1968. A equipe "Los Matadores" venceu o Campeonato Metropolitano de 1968 sem perder um único jogo.
Ele jogou 229 jogos no clube marcando 56 gols. A maioria deles foi em grandes penalidades e hoje ele ainda é saudado como um dos melhores cobradores de pênaltis de todos os tempos.
Em 1970, Albrecht mudou-se para o México, onde jogou no Club León, onde venceu duas Taças do México e duas Supercopa do México, e depois jogou pelo Atlas até sua aposentadoria em 1975.
Albrecht jogou um total de 506 jogos, marcando um total de 95 gols, colocando-o em sétimo lugar na lista de defensores de maior pontuação da IFFHS.

## Morte
Albrecht morreu no Hospital Español em Buenos Aires em 3 de maio de 2021, aos 79 anos de idade, de complicações da COVID-19, após estar internado por duas semanas na unidade de terapia intensiva.

## Títulos
- Campeonato Argentino: 1960 e 1968
- Copa México: 1970–1971 e 1971–1972
- Supercopa do México: 1971–1972